# آدم ميلر
آدم ميلر (بالإنجليزية: Adam Miller)‏ مواليد 19 فبراير 1982 هو لاعب كرة قدم بريطاني سابق، كان يلعب كلاعب وسط شارك خلال مسيرته في 305 مباريات وسجل 49 هدف.

## أندية لعب لها
- إيبسويتش تاون
- نادي غيلينغهام
- كوينز بارك رينجرز
- كامبريدج يونايتد
- ستيفيناغ بوروه

## روابط خارجية
- آدم ميلر على موقع قاعدة بيانات كرة القدم.إي يو (الإنجليزية)
- آدم ميلر على موقع Soccerbase.com (لاعب) (الإنجليزية)